# Myonycteris angolensis
Lissonycteris angolensis — вид рукокрилих, родини Криланових.

## Поширення та екологія
Цей вид широко розповсюджений на висотах від рівня моря до 4000 м над рівнем моря, в Західній Африці, Центральній Африці і Східній Африці, а деякі окремі популяції присутні в Південній Африці. Популяції цього виду були зареєстровані в різних середовищах існування, в тому числі це гірські тропічні ліси, низинні тропічні вологі ліси, міомбові рідколісся, вологі савани і мозаїки з цих місць проживання з луками. Групи цього виду, як правило, складаються з шести-восьми тварин, які найчастіше спочивають в печерах і серед густої рослинності (в тому числі під пальмовим листям).